# Franco-americani

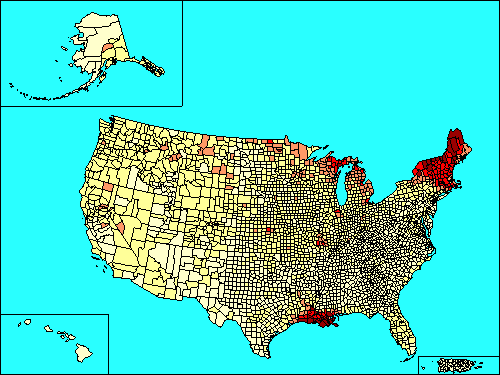
Distribuzione della popolazione franco-americana secondo il censimento del 2000

I franco-americani (in francese: Américain français o Franco-Américain, in inglese: French American o Franco-Americans) sono statunitensi che identificano se stessi come di origine francese o francocanadese.
Circa 11,8 milioni di residenti statunitensi sono di origine francese o francocanadese, e circa 2 milioni parlano lingua francese in casa.
Oltre 450.000 residenti statunitensi parlano una lingua creola basata sul francese, secondo il censimento del 2000.
Nonostante siano numerosi rispetto al totale della popolazione statunitense, i franco-americani sono meno riconoscibili di altri gruppi etnici.
Questo è dovuto in parte all'alto grado di assimilazione tra i coloni ugonotti (protestanti francesi) come la tendenza dei gruppi francoamericani ad identificarsi molto di più con le identità regionali del Nuovo Mondo come abitanti del Québec, francocanadesi, Acadiani, Cajun, o creoli della Louisiana.
Ciò ha inibito lo sviluppo di una più ampia identità franco-americana.

Bandiera franco-americana

Carta della Nuova Francia intorno al 1750 in Nord America